# Interpretatio Prudentium
Con Interpretatio Prudentium si identifica l'attività interpretativa svolta dai giuristi (Iuris Prudentes o Iuris Periti) a Roma.

## Epoca arcaica
Nell'epoca arcaica, la interpretatio prudentium si riferiva ai pareri (consulta) che erano soliti esprimere i giureconsulti.
I primi giuristi a Roma furono i pontefici, ai quali i cives si rivolgevano per conoscere quale fosse il ius. Il responso pontificale, la cui interpretazione rimase aderente alla lettera del precetto o dell'atto negoziale considerati, era vincolante. 
Quella pontificale fu la prima interpretazione creativa tutte le volte in cui da istituti e precetti esistenti essi ricavavano nuovi istituti.

## Epoca repubblicana
Con la fine dell'età arcaica si spezza il monopolio pontificale del diritto. La giurisprudenza laica che comincia ad operare all'attività consultiva (responsa) aggiunge l'insegnamento e la composizione di opere giuridiche.
In epoca repubblicana, i giuristi videro notevolmente accresciuto il proprio ruolo grazie all'instaurarsi di nuove forme processuali.
In particolare, con l'istituzione del Processo per formulas (in seguito alla Lex Aebutia, prima, e alle due Legis Iuliae) i giuristi si trovarono nel ruolo di accrescere notevolmente il ius civile, grazie all'attività consulenziale svolta per i magistrati, nella redazione della formula adatta al caso in questione.

## Epoca del Principato e del Dominato
Con il Principato di Augusto i giuristi ottennero il ius respondendi ex auctoritate principis. Si tratta di un segno di prestigio, ma anche di inesorabile fine dell'attività dei prudentes. 
Se prima la loro interpretazione era stata formante primario del diritto romano, ora la fonte principale diventa l'imperatore.
Anche in questo caso, a dimostrarlo, è il cambio, graduale, della struttura processuale in uso: si passa dal Processo per formulas alla Cognitio extra ordinem, gestita non più da magistrati (nella fase in iure) e giudici privati (nella fase in iudicio o apud iudicem), ma da funzionari, gerarchicamente sottoposti all'imperatore e il cui verdetto risultava ora appellabile, rivolgendosi direttamente all'imperatore e non di certo ai prudentes.
Deve, altresì, essere ricordato che sotto l'Imperium di Adriano i Prudentes furono formalmente integrati nel Consilium Principis, istituto di creazione augustea e successivamente perfezionato da Diocleziano.
Affermare, dunque, che l'interpretatio prudentium fosse del tutto scomparsa all'epoca del Principato sarebbe forse eccessivo: potrebbe sostenersi che aver voluto includere i Prudenti nell'ambito del Consilium sia stata una strategia politica di Adriano diretta ad assorbire lentamente, ma in modo diretto, la giurisprudenza degli stessi Prudentes in favore dell'auctoritas del Principe.
Sarà in questa fase che si svilupperà un'importante dicotomia tra le leges (costituzioni imperiali) e gli iura che altro non era che attività ermeneutica-interpretativa degli iuris prudentes raccolta in opere scritte.